# Microrregión de Novo Horizonte
La microrregión de Novo Horizonte es una de las microrregiones del estado brasilero de São Paulo perteneciente a la Mesorregión de São José do Río Preto. Tiene una población de 79.222 habitantes (IBGE/2010) y está dividida en seis municipios. Posee un área total de 2.435,1 km².

## Municipios
- Irapuã
- Itajobi
- Marapoama
- Novo Horizonte
- Sales
- Urupês